# جوستين ليرون
جوستين ليرون (من مواليد 29 فبراير 2000) هي لاعبة كرة قدم فرنسية محترفة تلعب كحارسة مرمى لنادي مونبلييه في الدوري الفرنسي لكرة القدم للسيدات.

## مسيرتها الكروية
انضمت ليرون إلى نادي ميتز (سيدات) في عام 2015، وأصبحت الحارس الأول للفريق. في 10 أغسطس 2022، أعلن نادي بوردو عن التعاقد مع ليرون بعقد لمدة عامين حتى يونيو 2024.
في 8 يوليو 2024، انضمت ليرون إلى نادي مونبلييه الفرنسي.

## مسيرتها الدولية
شاركت ليرون أيضًا مع المنتخب الفرنسي في بطولة أمم أوروبا للسيدات 2022. كما مثلت ليرون منتخب فرنسا للسيدات تحت 20 سنة.

## إحصائيات
آخر تحديث  4 نوفمبر 2022.
| النادي              | الموسم              | الدوري                              | الدوري | الدوري  | الكأس | الكأس   | القاري | القاري  | المجموع | المجموع |
| النادي              | الموسم              | القسم                               | اللعب  | الأهداف | اللعب | الأهداف | اللعب  | الأهداف | اللعب   | الأهداف |
| ------------------- | ------------------- | ----------------------------------- | ------ | ------- | ----- | ------- | ------ | ------- | ------- | ------- |
| ميتز                | 2015–16             | دوري الدرجة الثانية الفرنسي للسيدات | 0      | 0       | 2     | 0       | —      | —       | 2       | 0       |
| ميتز                | 2016–17             | دوري الدرجة الأولى الفرنسي للسيدات  | 8      | 0       | 2     | 0       | —      | —       | 10      | 0       |
| ميتز                | 2017–18             | دوري الدرجة الثانية الفرنسي للسيدات | 13     | 0       | 1     | 0       | —      | —       | 14      | 0       |
| ميتز                | 2018–19             | دوري الدرجة الأولى الفرنسي للسيدات  | 20     | 0       | 1     | 0       | —      | —       | 21      | 0       |
| ميتز                | 2019–20             | دوري الدرجة الأولى الفرنسي للسيدات  | 16     | 0       | 2     | 0       | —      | —       | 18      | 0       |
| ميتز                | 2020–21             | دوري الدرجة الثانية الفرنسي للسيدات | 3      | 0       | 0     | 0       | —      | —       | 3       | 0       |
| ميتز                | 2021–22             | دوري الدرجة الثانية الفرنسي للسيدات | 22     | 0       | 0     | 0       | —      | —       | 22      | 0       |
| ميتز                | المجموع             | المجموع                             | 82     | 0       | 8     | 0       | 0      | 0       | 90      | 0       |
| بوردو               | 2022–23             | دوري الدرجة الأولى الفرنسي للسيدات  | 3      | 0       | 0     | 0       | —      | —       | 3       | 0       |
| المجموع خلال مسيرته | المجموع خلال مسيرته | المجموع خلال مسيرته                 | 85     | 0       | 8     | 0       | 0      | 0       | 93      | 0       |

## الإنجازات
نادي ميتز
- دوري الدرجة الثانية الفرنسي للسيدات: 2017-2018[8]

منتخب فرنسا تحت 19 عامًا
- بطولة أوروبا للسيدات تحت 19 عامًا: 2019[9]

جائزة فردية
- فريق بطولة أوروبا للسيدات تحت 17 عامًا: 2017[10]
- فريق بطولة أوروبا للسيدات تحت 19 عامًا: 2019[10]